# کیم اوک بین
کیم اوک بین (کره‌ای: 김옥빈؛ زادهٔ ۲۹ دسامبر ۱۹۸۶) بازیگر و فیلم‌نامه‌نویس اهل کره جنوبی است. وی از سال ۲۰۰۵ میلادی تاکنون مشغول فعالیت بوده‌است.

## فیلم‌شناسی

### فیلم
| سال  | عنوان                  | نقش           | توضیحات                      |
| ---- | ---------------------- | ------------- | ---------------------------- |
| ۲۰۰۵ | صدا                    | پارک یونگ اون |                              |
| ۲۰۰۶ | آرانگ                  |               | حضور افتخاری                 |
| ۲۰۰۶ | دختران ناقلا           | دختر بیچاره   |                              |
| ۲۰۰۸ | گانگستر تصادفی         | سول جی        |                              |
| ۲۰۰۹ | عطش                    | ته جو         |                              |
| ۲۰۰۹ | هنرپیشه‌های زن          | خودش          | همچنین یکی از فیلم‌نامه‌نویسان |
| ۲۰۱۱ | خط مقدم                | چا ته گیونگ   |                              |
| ۲۰۱۲ | مگر از جنازه من رد شوی | هان دونگ هوا  |                              |
| ۲۰۱۳ | پشت دوربین             | خودش          |                              |
| ۲۰۱۳ | ۱۱ ای.ام.              | یونگ اون      |                              |
| ۲۰۱۵ | دیدگاه اقلیت           | گونگ سو کیونگ |                              |
| ۲۰۱۷ | دختر شرور              | سوک هی        |                              |
| ۲۰۱۷ | افشاگر                 | جونگ سوک      |                              |
| ۲۰۲۲ | Life Is But A Dream    |               | فیلم کوتاه                   |

### مجموعه تلویزیونی
| سال       | عنوان               | نقش                   | توضیحات |
| --------- | ------------------- | --------------------- | ------- |
| ۲۰۰۵      | عروس هان وی         | لی تی وو              |         |
| ۲۰۰۶      | سلام، خدا           | سو اون هه             |         |
| ۲۰۰۶      | بر فراز رنگین‌کمان   | جونگ هی سو            |         |
| ۲۰۰۷      | جنگ پول             | لی سو یونگ            | [ ۲ ]   |
| ۲۰۱۳      | گل و شمشیر          | شاهزاده سو هی/مو یونگ |         |
| ۲۰۱۴      | دزدیدن قلب          | کانگ یو نا            |         |
| ۲۰۱۸      | فرزندان خدای کوچکتر | کیم دان               |         |
| ۲۰۱۹–۲۰۲۳ | سرگذشت آسدال        | ته آلها               | فصل ۱–۲ |
| ۲۰۲۱      | گودال تاریک         | لی هوا سون            |         |

### مجموعه اینترنتی
| سال  | عنوان                       | نقش       | منابع |
| ---- | --------------------------- | --------- | ----- |
| ۲۰۲۳ | عاشق اینم که ازت متنفر باشم | یو می ران | [ ۴ ] |